# Bramine Eelcoline Meertens
Bramine Eelcoline van der Aa-Meertens (Batavia, 17 september 1893 – Ravensbrück, 21 februari 1945) was een Nederlands verzetsstrijdster tijdens de Tweede Wereldoorlog. 

## Biografie
Ze werd geboren in Batavia, als dochter van Jacobus Meertens en Louise Pruys van der Hoeven. Abraham Pruijs van der Hoeven is haar grootvader. In 1915 trouwde ze in Londen met Henri Pierre Marie van der Aa, van wie ze in 1933 scheidde.
Tijdens de Tweede Wereldoorlog had zij een joodse onderduiker in huis. In de schuur bij haar huis, aan de Oude Arnhemse Bovenweg in Doorn, bevond zich een radiozendpost van de Raad van Verzet. In juni 1944 werd tijdens het zenden een inval gedaan door de Duitse bezetter. Niet alleen de marconisten, maar ook Meertens en haar dochter Jacqueline Louise van der Aa werden door de Duitse bezetter gearresteerd.
Ze overleed op 21 februari 1945 in het vrouwenconcentratiekamp Ravensbrück. Anderhalve maand later overleed daar ook haar dochter Jacqueline.
Ze staat vermeld op de Erelijst van Gevallenen 1940-1945.